# Lazes
Pour les articles homonymes, voir Laze.
Les Lazes ou Tchanes (en géorgien : ლაზები ou ჭანები Lazebi ou Tchanebi ; en turc Lazlar) sont un peuple caucasien. Parlant le laze, langue kartvélienne, et de confession musulmane ou chrétienne, ils sont donc linguistiquement et historiquement reliés aux Mingréliens. Les Lazes ont leur origine dans l'ancien royaume de Lazique, tandis que la majorité d'entre eux vit aujourd'hui en Turquie.
Initialement, leur culture, leur langue, leur musique et leur gastronomie les différencient nettement des autres peuples d'Anatolie.

## Géographie
Les Lazes sont le peuple qui parle ou qui parlait historiquement le laze, langue kartvélienne présente dans les Alpes pontiques et la province d'Erzurum (Turquie), en Adjarie et en Colchide (Géorgie). Le laze fait partie du groupe méridional des langues caucasiennes avec les langues géorgienne, mingrélienne et svane. Plusieurs dialectes lazes ont été étudiés par Georges Dumézil. Leur pays montagnard et forestier, qui longe la mer Noire, culmine à 3932 m au Kaçkar Dağı (le mont Cauron de l'Antiquité). Le paysage pontique est formé de neiges pérennes, pâturages d'altitude, lacs, forêts et sources chaudes. Le climat dans les zones subtropicales à feuillage persistant est doux et se caractérise par de fortes précipitations et une forte humidité. Les rivières sont des ruisseaux de montagne invariablement courts, puisque la crête de la chaîne côtière est à une moyenne de 20 km de la mer. La côte est riche en thé, tabac, maïs, et fruits divers : noisette, raisin, cerise, poire, pomme et kiwi (d'introduction récente).
Par l'exode rural et le marché du travail, la communauté a essaimé depuis le pays pontique vers toutes les grandes villes de Turquie (principalement Ankara, Istanbul, Izmir). Une communauté laze chrétienne est également présente en Grèce, et une nombreuse diaspora laze vit en Europe occidentale (due à l'émigration) ; en outre une population significative est installée depuis 1976 à Chypre (Chypre du Nord). Les Lazes appellent aujourd'hui Lazistan le pays situé entre Rize en Turquie et Poti en Géorgie, comprenant les subdivisions suivantes : 
- Turquie, province d'Artvin :
  - district de Arhavi (las.: Ark'abi),
  - district de Borcka (las.: Borçxa),
  - district de Hopa (las.: Xopa),
- Turquie, province de Rize :
  - district d'Ardesen (las.: Art'ašeni),
  - district de Çamlıhemşin (lire .: Vijadibi),
  - district de Findikli (las.: Vic'e / Vitze),
  - district de Pazar (las.: Atina)
- autres districts de Turquie : Çamlıhemşin (Vijadibi) et Borçka,
- Géorgie :
  - Adjarie : village de Sarp'i (3 000 habitants) au sud de Batoumi, Kvariati, Gonio et Makho,
  - petits groupes à Batoumi, Kobouleti, Zougdidi et Tbilissi.

La population totale d'origine laze serait de 400 à 500 000 personnes dans la zone. S'y ajouteraient 50 000 hors de la zone, principalement en Europe (surtout en Allemagne et en Russie). En Turquie la majeure partie de la population vivant dans la région pontique est considérée comme d'origine laze sur les hauteurs et pontique sur la côte. Les Lazes décomptés comme tels sont minoritaires dans toutes les provinces de la Turquie, du fait de la turcisation. Le laze continue à être parlé en famille, mais n'a pas de statut officiel et son usage recule. En Turquie les Lazes sont aujourd'hui tous musulmans et n'évoquent plus le passé polythéiste et chrétien qu'ils partagent avec les descendants des pontiques.

## Histoire

Le royaume de Lazique.

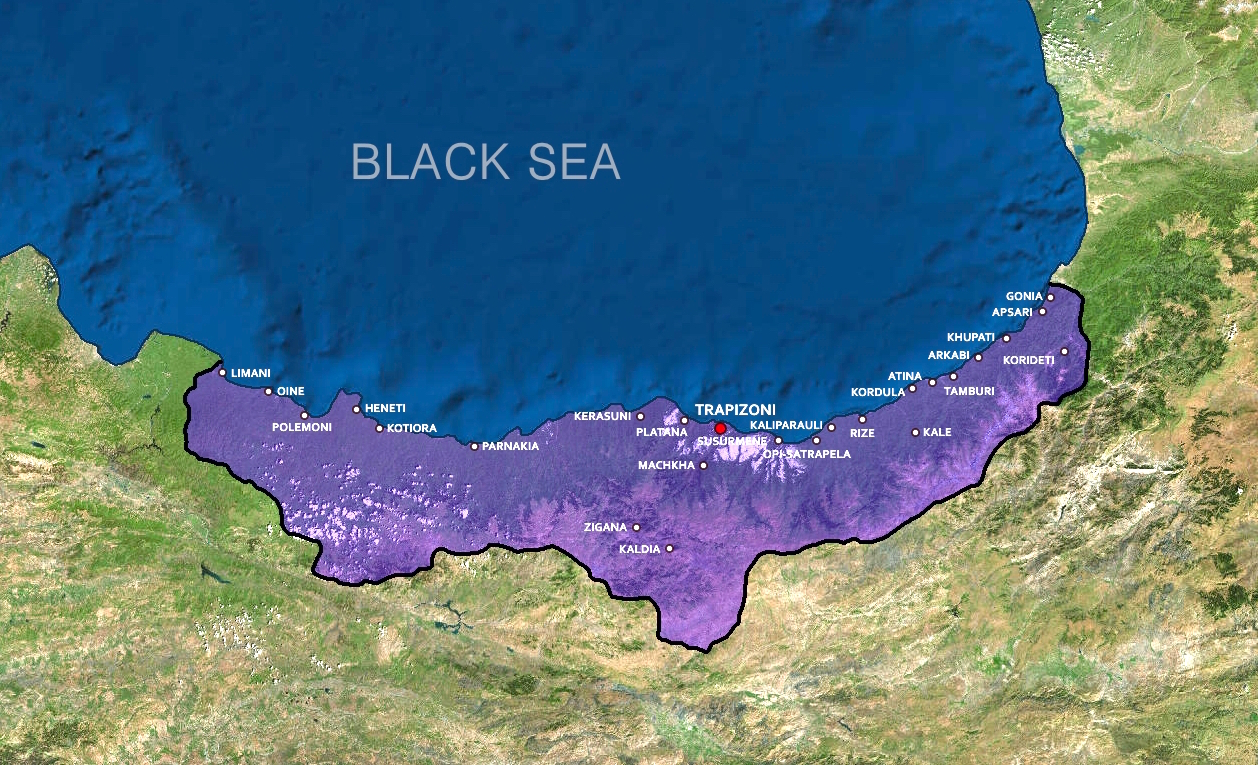
Le pays pontique avec les noms en langue laze.

Les Lazes actuels de Turquie sont si bien intégrés dans ce pays, que beaucoup récusent leur passé chrétien ainsi que le rôle du haraç (double-capitation sur les non-musulmans, conforme à la loi islamique) et du tribut du sang ottoman dans leur conversion à l'islam qui, plus que la langue, fondent leur identité turque moderne, en dépit de la laïcité jadis prônée par Mustafa Kemal Atatürk[réf. nécessaire]. Ceux vivant en Grèce, pour leur part, sont plus proches de la communauté pontique exilée comme eux selon les dispositions du traité de Lausanne (1923) en raison de sa religion chrétienne.

### Antiquité
Les Lazes ont leurs racines dans l'ancienne Colchide, connue par le mythe de Jason et des Argonautes. Leur histoire remonte peut-être au XIVe siècle av. J.-C., lorsque le premier état à l'ouest du Sud-Caucase est le royaume de Colchide, qui couvrait l'actuel ouest de la Géorgie, et les actuelles provinces turques de Rize et Artvin.
Le royaume de Colchide devient vite, comme les pays voisins, une arène de conflits entre les grandes puissances locales (empire Perse, royaume du Pont, empire romain, Arménie…). La conséquence des campagnes romaines des généraux Pompée et Lucullus est que le royaume du Pont est annexé par les Romains, y compris la Colchide, réorganisée par les Romains en province de Lazicum, dirigée par des légats romains.

### Empire byzantin et royaume de Lazique
Durant la période byzantine, le mot Colchoi (Colches) cède la place à l'expression Lazoi (Lazes). L'Antiquité, à la suite de la colonisation grecque sur la côte, et la période byzantine sont marquées par l'hellénisation des populations surtout côtières et urbaines en termes de langue, d'économie et de culture. Par exemple, depuis le début du IIIe siècle, l'Académie philosophique gréco-latine de Phasis, est connue dans tout l'Empire romain. Les populations de l'intérieur montagneux, en revanche, gardent leur langue laze.
Au début du IIIe siècle, le Lazicum romain bénéficie d'une autonomie locale, qui à la fin du siècle évolue en pleine indépendance, avec la formation d'un nouveau royaume de Lazique (Ier siècle av. J.-C.- fin VIIe siècle), couvrant les régions actuelles de Mingrélie, Adjarie, Gourie et Abkhazie, et dont les vassaux sont les principautés voisines des Zanes, Svanes, Apsyles et Sanygues.
Selon la légende ecclésiastique, l'apôtre Simon le Cananéen, ou Kananaios en grec, aurait prêché le christianisme en langue laze, et serait mort à Suaniri (Lazique occidentale) : à la suite de son apostolat, la Lazique aurait adopté le christianisme comme religion d'état au milieu du IVe siècle, en même temps que l'Arménie. Historiquement, la première conversion importante au christianisme est celle de Tzath, roi des Lazes régnant sur l'ancienne Colchide, qui se fit baptiser à Constantinople en 522, recevant les insignes royaux de la main de Justin Ier en reconnaissance de sa souveraineté sur le royaume de Lazique.
Au début du Moyen Âge (VIe siècle), le royaume de Lazique joue le rôle d'un état-tampon ou d'un rempart dans les conflits entre l'Empire romain d'Orient (dit « byzantin »), désormais de religion chrétienne, et la Perse sassanide, de religion zoroastrienne. Le roi perse Chosroês Anoushirvan (531-579) envahit la Lazique en 541, prenant Apsaros, Bathys et Petra. Le royaume de Lazique survit cependant encore plus de 250 ans, jusqu'en 562, lorsqu'il est absorbé par l'Empire byzantin. L'incorporation du Lazique, avec le royaume d'Abkhazie, dans l'Empire byzantin, est suivie par 150 années de stabilité relative, qui cesse en début du VIIe siècle, quand les Arabes apparaissent dans la zone comme une nouvelle puissance régionale.

### Royaume de Géorgie
Au VIIIe siècle, la Lazique, ou Egrisi, se sépare du regroupement régional, qui va parvenir à la puissance dirigeante en Géorgie. Au Xe siècle, les Lazes intègrent le royaume de Géorgie.

### Empire ottoman
La chute de l'empire de Trébizonde en 1461, huit ans après la chute de Constantinople, devant l'« Empire des béliers blancs » dirigé par le sultan turc Mehmed Uzun II Hassan Der, place les Lazes sous domination turque. À partir de la fin du XVe siècle, les Lazes, comme d'autres peuples chrétiens de la région, abandonnent progressivement le christianisme pour passer à l'islam sunnite et devenir ainsi des sujets à part entière du Sultan ottoman « commandeur des croyants ».
À l'issue de la guerre russo-ottomane de 1878, au traité de San Stefano, le 3 mars 1878, l'Empire ottoman doit céder à l'Empire russe le district de Kars, et un échange de populations entre chrétiens et musulmans a lieu : les premiers partent vers l'Empire russe, les seconds vers l'Empire ottoman. Dans ce cadre, des Lazes musulmans ont été chassés de leurs terroirs caucasiens vers les provinces turques…(les derniers chrétiens restés sur place ont été chassés vers la Grèce en 1923, en même temps que les Pontiques, en application du traité de Lausanne : un nombre indéterminé mais important de lazes et de pontiques passa alors à l'islam et au turc pour pouvoir rester).

### Turquie
En 1920, le traité de paix de Sèvres, qui « liquide » l'héritage ottoman, accorde le contrôle de l'est du Lazistan à la Géorgie. Mais cette partie du traité n'est pas appliquée par Mustafa Kemal Atatürk, et la révision par le Traité de Lausanne se fait en faveur de la république de Turquie, nouvellement formée. En 1921, un accord soviéto-turc rend le district de Kars à la Turquie, pour la remercier d'avoir aidé l'Armée rouge à conquérir la Géorgie. Seule l'Adjarie avec Batoumi restent géorgiennes soviétiques.
Au début de l'ère stalinienne, les Lazes vivant sous domination soviétique ont, en Union soviétique, une certaine autonomie culturelle, mais pendant la Seconde Guerre mondiale, ils sont déportés, comme suspects de sympathies pour l'Allemagne nazie, au Goulag, où des milliers périssent (la Wehrmacht n'a pourtant jamais atteint le Lazistan).
Depuis la dislocation de l'Union soviétique, les Lazes chrétiens (mais aussi des musulmans, autour de Batoumi, en Adjarie) vivent principalement en République de Géorgie, les autres en Turquie. De nos jours, la langue laze est en train de disparaitre, surtout sous sa forme écrite, et le peuple laze est scindé en deux par la frontière linguistique, religieuse et politique entre la Géorgie et la Turquie.

## Personnalités lazes
- Birol Topaloğlu (1965-)[10],[11], chanteur et joueur de lyra tente de sauver la culture de son peuple de l'oubli par la musique et la tradition orale : « Les Turcs ont du mal à admettre que nous avons vécu sur cette terre de toute éternité. Ils sont convaincus que nous avons suivi le même parcours qu'eux, depuis l'Asie centrale. Pourtant, nos cousins ne sont pas des Ouzbeks ou Turkmènes, ce sont les Megrels et les Svans de Géorgie. »

- Ali Şükrü - homme politique (ottoman)
- Besim Tibuk - homme politique, fondateur du Parti libéral démocrate
- Sopho Chalwaschi - chanteuse
- Tolga Zengin - gardien de but
- Cengiz Kurtoğlu - chanteur
- Fuat Saka - chanteur, guitariste, chansonnier, né en 1952 à Trabzon

- Efkan Şeşen, chanteur turc.